# Гуджеджиани, Лаша
Лаша Гуджеджиани (груз. ლაშა გუჯეჯიანი; род. 12 августа 1985) — грузинский дзюдоист, представитель тяжёлой весовой категории. Выступал за сборную Грузии по дзюдо в период 2000—2012 годов, дважды бронзовый призёр чемпионатов мира, обладатель серебряной медали чемпионата Европы, победитель и призёр этапов Кубка мира, участник двух летних Олимпийских игр.

## Биография
Лаша Гуджеджиани родился 12 августа 1985 года. Проходил подготовку под руководством известного грузинского дзюдоиста Зураба Звиадаури.
Дебютировал на международной арене в сезоне 2000 года, когда вошёл в состав грузинской национальной сборной и выступил на домашнем этапе Кубка мира в Тбилиси, где занял пятое место в зачёте тяжёлой весовой категории.
В 2003 году стал серебряным призёром международного турнира класса «А» в Тбилиси, выиграл чемпионат Европы среди юниоров в Сараево.
На этапах Кубка мира 2004 года в Праге и Тбилиси получил серебро и бронзу соответственно. Занял седьмое место в тяжёлом весе на чемпионате Европы в Бухаресте. Благодаря череде удачных выступлений удостоился права защищать честь страны на летних Олимпийских играх в Афинах, однако уже в стартовом поединке категории свыше 100 кг потерпел поражение от представителя Турции Селима Татароглу и сразу же выбыл из борьбы за медали.
В 2005 году выиграл серебряные медали на этапах Кубка мира в Тбилиси и Праге, завоевал бронзовую медаль на чемпионате мира в Каире, уступив на стадии четвертьфиналов титулованному японцу Ясуюки Мунэте. При этом на абсолютном чемпионате Европы в Москве был остановлен в четвертьфинале россиянином Тамерланом Тменовым.
В 2006 году взял бронзу на этапах мирового кубка в Тбилиси, Лиссабоне и Баку, отметился победами на командном чемпионате мира в Париже и на чемпионате Грузии в Тбилиси, подтвердив статус первого номера сборной.
На чемпионате Европы 2007 года в Белграде стал серебряным призёром, уступив в решающем финальном поединке знаменитому французу Тедди Ринеру, тогда как на чемпионате мира в Рио-де-Жанейро получил бронзу, проиграв Тамерлану Тменову. Также выиграл бронзовые медали на Кубке мира в Варшаве и на Суперкубке мира в Гамбурге, одержал победу на командном европейском первенстве в Минске.
Находясь в числе лидеров дзюдоистской команды Грузии, благополучно прошёл отбор на Олимпийские игры 2008 года в Пекине — на сей раз сумел одолеть троих соперников по турнирной сетке, но в полуфинале проиграл будущему олимпийскому чемпиону из Японии Сатоси Исии. В утешительной встрече за третье место был побеждён Тедди Ринером.
После пекинской Олимпиады Гуджеджиани остался в составе грузинской национальной сборной на ещё один олимпийский цикл и продолжил принимать участие в крупнейших международных соревнованиях. Так, в 2009 году он был лучшим на этапе Кубка мира в Баку и вторым на домашнем этапе в Тбилиси.
В 2010 году добавил в послужной список золотую награду, полученную на чемпионате Европы в Вене. Участвовал в мировом первенстве в Токио, где проиграл таким дзюдоистам как Кадзухико Такахаси и Рафаэл Силва.
Последний раз показал сколько-нибудь значимый результат на международном уровне в сезоне 2012 года, когда занял седьмое место на Кубке мира в Тбилиси. Вскоре по окончании этого турнира принял решение завершить спортивную карьеру, уступив место в основном составе сборной молодым грузинским дзюдоистам, в частности Адаму Окруашвили.